# Cyclommatus incognitus
Cyclommatus incognitus es una especie de coleóptero de la familia Lucanidae.

## Distribución geográfica
Habita en la Península de Malaca.